# CBS News

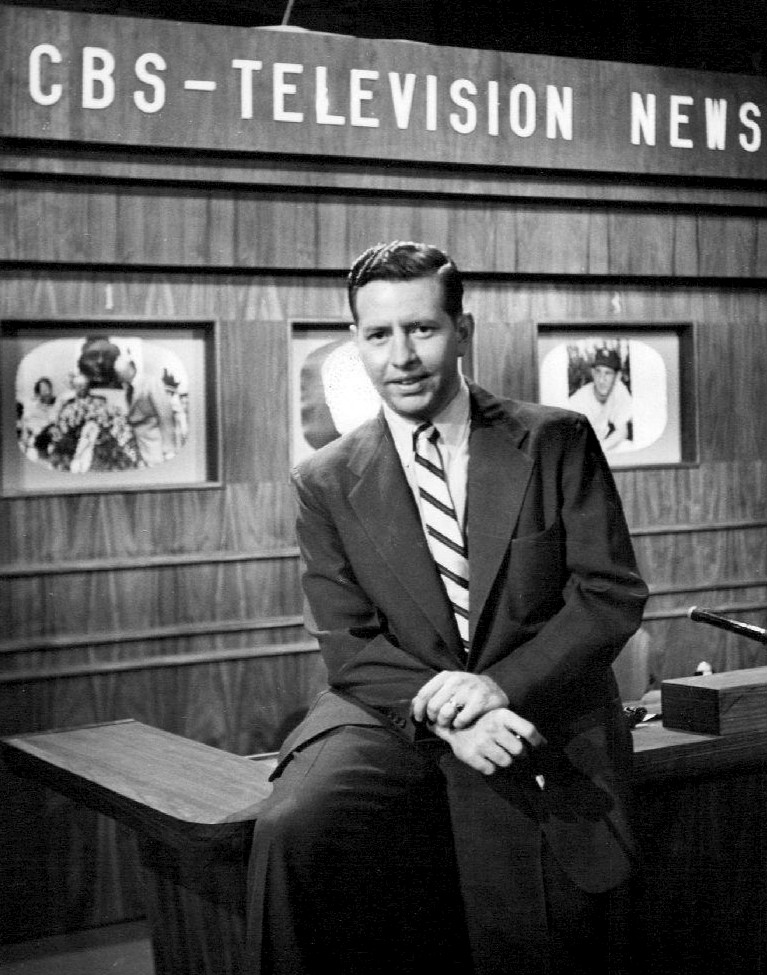
Douglas Edwards a CBS News nel 1952

La CBS News è la testata giornalistica della CBS. Il presidente della CBS News è David Rhodes. La CBS News produce CBS Evening News, CBS Mornings ed i programmi CBS Sunday Morning, 60 Minutes e 48 Hours, e il programma sulla politica della domenica mattina Face the Nation. CBS News Radio produce ogni ora i notiziari sulle previsioni del tempo per centinaia di stazioni locali, e produce invece per l'estero il podcast di CBS News, come The Takeout Podcast. CBS News produce anche il canale news digitale 24 ore su 24 CBSN.

## Storia
Nel 1929, la Columbia Broadcasting System iniziò regolarmente le trasmissioni radiofoniche: con riepiloghi di cinque minuti tratti dai rapporti della United Press, una delle poche agenzie che fornivano notizie nazionali e internazionali. Nel dicembre del 1930 il capo della CBS William S. Paley assunse il giornalista Paul W. White dalla United Press come redattore per le notizie della CBS. Paley ha avuto l'intuito di sviluppare le notizie della rete radio allo stesso livello dell'intrattenimento, una cosa rara per i tempi di allora e White fu autorizzato ad interrompere la programmazione se gli eventi lo richiedessero. Insieme ad altre reti, la CBS ha irritato i giornali di carta stampata che fino a quel momento avevano l'esclusiva sulle notizie. Un caso eclatante, fu quando White usò i resoconti del Lindbergh kidnapping e li rese pubblici prima che la stampa poté pubblicarli. Così come accadde poco dopo con l'elezione del presidente americano.
A Marzo del 1933, White fu nominato vice presidente e general manager delle news della CBS. Come capo delle News, egli cominciò a costruire la propria credibilità, che poi rimase leggendaria negli anni a venire.

## Trasmissioni CBS News

Logo della CBS News

### Attuali
- CBS Overnight News (2015–attuale)
- CBS Morning News (1963–1979, 1982–attuale)
- CBS Mornings (2021–attuale)
- CBS Saturday Morning (2021–attuale)
- CBS News Sunday Morning (1979–attuale)
- Face the Nation (1954–attuale)
- CBS Evening News (1963–attuale)
- CBS Weekend News (2016–attuale)
- 60 Minutes (1968–attuale)
- 48 Hours[4] (1988–attuale)

### Passati

#### Programmi di prima serata
- CBS Newsbreak
- Person to Person
- America Tonight (1 ottobre 1990 – 1991)
- Street Stories (Ed Bradley; 9 gennaio 1992 – 10 giugno 1993)
- Eye to Eye with Connie Chung (1993–1995)
- Public Eye with Bryant Gumbel (1997–1998)
- 60 Minutes II (1999–2005)
- West 57th (1985–1989)

#### Programmi della mattina
- The Morning Program (1987)
- CBS This Morning (1987–1999; 2012–2021)
- The Early Show (1999–2012)
- CBS News Saturday Morning (1997–1999)
- The Saturday Early Show (1999–2012)
- CBS This Morning Saturday (2012–2021)

#### Programmi di tarda notte/mattina presto
- CBS News Nightwatch (1982–1992)
- CBS Up to the Minute (1992–2015)

## Uffici

### Uffici americani
- Atlanta, Georgia
- Chicago, Illinois
- Dallas, Texas
- Denver, Colorado
- Los Angeles, California
- Miami, Florida
- New York City (Quartier generale)
- San Francisco, California
- Washington, D.C.

### Uffici esteri
- Sud America
  - L'Avana, Cuba
- Europa
  - Roma, Italia
  - Londra, Regno Unito
- Medio Oriente
  - Istanbul, Turchia
- Asia
  - Kabul, Afghanistan
  - Pechino, Cina
  - Tokyo, Giappone
- Africa
  - Johannesburg, Sudafrica

## Giornalisti

### Corrispondenti
Quartier generale a New York
- Sharyn Alfonsi - corrispondente, 60 Minutes
- Serena Altschul - corrispondente, CBS Sunday Morning (2003–attuale)
- Jim Axelrod - corrispondente nazionale
- James Brown - corrispondente speciale
- Don Dahler - corrispondente (2013-attuale)
- John Dickerson - copresentatore, CBS This Morning (2009-attuale)
- Tony Dokoupil - corrispondente
- Jericka Duncan - corrispondente (2013-attuale)
- Vladimir Duthiers - corrispondente
- Bill Geist - corrispondente, CBS Sunday Morning
- Jeff Glor - presentatore, CBS Evening News (2017–attuale)
- Bianna Golodryga - corrispondente (2018–attuale)
- Anne-Marie Green - presentatore, CBS Morning News (2013–attuale)
- Peter Greenberg - editor di viaggi
- Dana Jacobson - copresentatore, CBS This Morning Saturday
- Armen Keteyian - corrispondente, 60 Minutes
- Gayle King - copresentatore, CBS This Morning (2012–attuale)
- Steve Kroft - co-editore, 60 Minutes (1980–attuale)
- Maureen Maher - corrispondente, 48 Hours (1997-attuale)
- Wynton Marsalis - corrispondente culturale
- Anthony Mason - copresentatore, CBS This Morning Saturday
- Michelle Miller - copresentatore, CBS This Morning Saturday
- DeMarco Morgan - corrispondente
- Erin Moriarty - corrispondente, 48 Hours e CBS Sunday Morning
- Reena Ninan - presentatore, edizione del sabato di CBS Weekend News
- Norah O'Donnell - copresentatore,  CBS This Morning (2011–attuale)
- Jane Pauley - presentatore, CBS Sunday Morning (2016–attuale)
- Scott Pelley - corrispondente, 60 Minutes (1989–attuale)
- Elaine Quijano - presentatore, edizione della domenica di CBS Weekend News (2010–attuale)
- Troy Roberts - corrispondente, 48 Hours
- Mo Rocca - corrispondente, CBS Sunday Morning
- Richard Schlesinger - corrispondente, 48 Hours (1984–attuale)
- Tracy Smith - corrispondente, CBS Sunday Morning and 48 Hours (2000–attuale)
- Lesley Stahl - co-editore, 60 Minutes (1972–attuale)
- Peter Van Sant - corrispondente, 48 Hours
- Anna Werner - corrispondente
- Bill Whitaker - corrispondente, 60 Minutes

Washington, D.C.
- Errol Barnett - corrispondente
- Rita Braver - corrispondente senior, CBS Sunday Morning (1972–attuale)
- Margaret Brennan - corrispondente dal ministero affari esteri; presentatore, Face the Nation (2012-attuale)
- Nancy Cordes - corrispondente capo dal Congresso (2007–attuale)
- Jan Crawford - corrispondente capo legale (2005-2006; 2009–attuale)
- Major Garrett - corrispondente capo dalla Casa Bianca (2011–attuale)
- Julianna Goldman - corrispondente
- Lara Logan - corrispondente capo per gli affari esteri, 60 Minutes
- David Martin - corrispondente per la sicurezza nazionale (1983-attuale)
- Ed O'Keefe - corrispondente politico
- Jeff Pegues - corrispondente per la giustizia e per la sicurezza nazionale  (2013–attuale)
- Chip Reid - corrispondente nazionale
- Paula Reid - corrispondente
- Susan Spencer - corrispondente, 48 Hours e CBS Sunday Morning (1977–attuale)
- Kris Van Cleave - corrispondente per i trasporti

Los Angeles
- Lee Cowan - corrispondente nazionale (1996-2007; 2013–attuale)
- Carter Evans - corrispondente
- Jamie Yuccas
- Mireya Villarreal

Londra
- Charlie D'agata -  corrispondente per l'estero
- Elizabeth Palmer -  corrispondente per l'estero (2000–attuale)
- Mark Phillips - corrispondente senior per l'estero (1982–attuale)
- Jonathan Vigliotti - corrispondente per l'estero

Denver
- Barry Petersen - corrispondente (1978–attuale)

Chicago
- Adrianna Diaz - corrispondente nazionale
- Dean Reynolds - corrispondente (2007–attuale)

San Francisco
- John Blackstone - corrispondente

Atlanta
- Mark Strassmann - corrispondente

Miami
- Manuel Bojorquez - corrispondente

Dallas
- David Begnaud - corrispondente
- Omar Villafranca - corrispondente

Rome
- Seth Doane - corrispondente per l'estero

Pechino
- Ben Tracy - corrispondente per l'estero (2008–attuale)

Johannesburg
- Debora Patta - corrispondente per l'estero

Contributori
- Bob Schieffer - contributore
- Anderson Cooper -  corrispondente 60 Minutes
- Oprah Winfrey - corrispondente 60 Minutes
- Nancy Giles - corrispondente CBS Sunday Morning (a New York)
- Sanjay Gupta - corrispondente medico (a Atlanta); anche a CNN
- Steve Hartman -  corrispondente "on the road" per CBS Evening News (a New York)
- Ben Stein - contributore CBS Sunday Morning

CBS Newspath
- Nikki Battiste - corrispondente (a New York)
- Kenneth Craig - corrispondente a New York)
- Meg Oliver - corrispondente (a New York)
- Hena Doba - corrispondente (a New York)
- Diane King Hall - corrispondente MoneyWatch
- Danielle Nottingham - corrispondente (a Los Angeles)
- Chris Martinez - corrispondente (a Los Angeles)
- Weijia Jiang - corrispondente (a Washington, DC)
- Mola Lenghi - corrispondente (a Washington, DC)
- Roxana Saberi - corrispondente (a Londra)

CBS News Radio
- Pam Coulter - corrispondente CBS News Radio
- Steve Dorsey - editore esecutivo CBS News Radio, conduttore di News Weekend Roundup
- Cami McCormick - corrispondente per gli affari esteri e sicurezza nazionale su CBS News Radio
- Steven Portnoy - corrispondente CBS News Radio White House
- Bill Rehkopf - corrispondente CBS News Radio

### Corrispondenti passati
Il segno + dopo i nomi indica che la persona è deceduta.
- Betsy Aaron
- Jim Acosta - ora alla CNN
- Martin Agronsky +
- Ron Allen - ora alla NBC News
- Bob Allison
- David Andelman - ora alla CNN
- Bob Arnot (in seguito alla NBC News e MSNBC)
- Lowell Bergman - ora alla PBS
- Dr. Jennifer Ashton - ora alla ABC News
- Thalia Assuras
- Sharyl Attkisson
- Jose Diaz-Balart - (ora alla Telemundo e alla NBC News)
- Roberta Baskin - (in seguito alla WJLA-TV a Washington, D.C.)
- Nelson Benton +
- Regina Blakely
- Ed Bradley +
- Ray Brady +
- Marvin Breckinridge Patterson +
- Heywood Hale Broun +
- Cecil Brown +
- Terrell Brown (ora alla WLS-TV; a Chicago)
- Mika Brzezinski - ora alla MSNBC
- Winston Burdett +
- Ned Calmer +
- Gretchen Carlson - in seguito alla Fox News Channel
- Julie Chen - ora su The Talk
- Sylvia Chase
- Connie Chung (in pensione)
- Lou Cioffi +
- Blair Clark +
- Mandy Clark
- Michele Clark
- Jane Clayson (ora alla NPR)
- Ron Cochran +
- Charles Collingwood +
- Victoria Corderi - ora alla NBC News
- Katie Couric
- Walter Cronkite +
- Frank Currier
- John Charles Daly +
- Faith Daniels
- Randy Daniels
- Morton Dean (in pensione)
- David Dick +
- Nancy Dickerson +
- Linda Douglass
- Harold Dow +
- Bill Downs +
- Kimberly Dozier (ora alla The Daily Beast e alla CNN)
- Jed Duvall
- Terry Drinkwater +
- Douglas Edwards +
- Eric Engberg +
- Tom Fenton (ora in pensione)
- Giselle Fernández
- John Ferrugia (ora alla Rocky Mountain PBS)
- Murray Fromson +
- Monica Gayle - ora alla WJBK
- Kendis Gibson - ora alla ABC News
- Michelle Gielan
- Christopher Glenn +
- Bernard Goldberg (ora alla Fox News Channel e alla HBO Sports)
- Fred Graham
- Jeff Greenfield (ora alla PBS)
- Bryant Gumbel - ora alla HBO Sports
- Tony Guida - ora alla CUNY TV
- Bruce Hall
- John Hart (in pensione)
- David Henderson
- George Herman +
- Erica Hill - ora alla HLN
- Don Hollenbeck +
- Richard C. Hottelet +
- Allan Jackson +
- Rebecca Jarvis - ora alla ABC News
- Whit Johnson - ora alla ABC News
- Phil JonesTemplate:Dn
- Gordon Joseloff
- Bernard Kalb (in pensione)
- Marvin Kalb (in seguito alla NBC News; ora in pensione)
- Peter Kalischer +
- H.V. Kaltenborn +
- Hattie Kauffman
- Frank Kearns +
- Alexander Kendrick +
- Dana King (in seguito alla KPIX-TV a San Francisco; ora in pensione)
- Jeffrey Kofman (in seguito alla ABC News; ora in pensione)
- Robert Krulwich ora alla NPR)
- Charles Kuralt +
- Bill Kurtis (in seguito alla WBBM-TV in Chicago ora in pensione)
- Bill Leonard +
- Larry LeSueur +
- Stan Levey
- Bill Lynch
- Vicki Mabrey (ora alla ABC News)
- Sheila MacVicar
- Paul Manning +
- Carol Marin - ora alla WMAQ
- Chris Mavridis
- Melissa McDermott
- Mark McEwen
- Derek McGinty - in seguito allaWUSA
- Bob McKeown (ora alla CBC News)
- Bill McLaughlin
- Marya McLaughlin +
- Jim McManus +
- Russ Mitchell - ora alla WKYC
- Edward P. Morgan +
- Bruce Morton +
- Bill Moyers - ora alla PBS
- Roger Mudd (in pensione)
- Edward R. Murrow +
- Paul K. Niven Jr. +
- Betty Nguyen - (in seguito alla NBC News e MSNBC; ora alla WPIX a New York City)
- Deborah Norville - ora presentatore nei giorni feriali, Inside Edition
- Stuart Novins +
- Meg Oliver (2006-2009)
- Bill O'Reilly (in seguito alla Fox News Channel; ora a Newsy)
- Ike Pappas +
- Terry Phillips
- Robert Pierpoint +
- Randall Pinkston
- Byron Pitts ora alla ABC News
- George Polk +
- Dave Price - ora alla WNBC
- Jane Bryant Quinn
- Sally Quinn
- Ed Rabel
- Dan Rather - (1962-2006; ora alla AXS TV)
- Harry Reasoner +
- Trish Regan - ora alla Fox Business Network
- Frank Reynolds + (in seguito alla ABC News)
- Jane Robelot - ora alla WYFF-TV
- John Roberts (in seguito alla CNN; ora alla Fox News Channel)
- Norman Robinson (ora in pensione)
- Maggie Rodriguez
- Andy Rooney +
- Charlie Rose - co-presentatore, CBS This Morning e Person to Person (1984-1990; 2012–2017)
- Hughes Rudd +
- Morley Safer - co-editore, 60 Minutes +
- Marlene Sanders +
- Diane Sawyer - ora alla ABC News
- Forrest Sawyer - (in seguito alla ABC News e poi alla MSNBC)
- Stephen Schiff
- David Schoenbrun +
- Daniel Schorr +
- David Schoumacher (in seguito alla ABC News; poi alla WJLA-TV a Washington, D.C.; ora in pensione)
- Barry Serafin - (in seguito alla ABC News; ora in pensione)
- Don Hewitt +
- Eric Sevareid +
- Bill Shadel +
- Bernard Shaw (in seguito alla CNN; ora in pensione)
- John Sheahan
- Gary Shepard
- William L. Shirer +
- Lewis Shollenberger+
- Maria Shriver - ora alla NBC News
- Daniel Sieberg
- Bob Simon +
- Bob Sirott
- Harry Smith - ora alla NBC News
- Howard K. Smith +
- Terence Smith (ora in pensione)
- Joan Snyder +
- Bianca Solorzano
- Hari Sreenivasan - ora presentatore nei fine settimana, PBS Newshour
- Mike Stanley
- John Stehr - ora principale presentatore a WTHR
- Alison Stewart (ora a PBS)
- Hannah Storm - ora a ESPN e ESPN on ABC
- Bill Stout +
- Kathleen Sullivan (in seguito a  E! News)
- Rene Syler (ora a Aspire TV)
- Lowell Thomas +
- Richard Threlkeld +
- Dallas Townsend +
- Liz Trotta
- Robert Trout +
- Lem Tucker +
- Meredith Vieira - in seguito alla NBC News
- Richard Wagner
- Jane Wallace
- Kelly Wallace - ora alla CNN
- Mike Wallace +
- Clarissa Ward - ora alla CNN
- Chris Wragge - ora alla WCBS
- Nick Young (ora in pensione)
- Paula Zahn (in seguito alla CNN; ora a Investigation Discovery)

## Presidenti della CBS News
- Richard S. Salant (1961–1964)
- Fred W. Friendly (1964–1966)
- Richard S. Salant (1966–1979)
- Bill Leonard (1979–1982)
- Van Gordon Sauter (1982–1983)
- Ed Joyce (1983–1986)
- Van Gordon Sauter (1986)
- Howard Stringer (1986–1988)
- David W. Burke (1988–1990)
- Eric Ober (1990–1996)
- Andrew Heyward (1996–2005)
- Sean McManus (2005–2011)
- David Rhodes (2011–attuale)